# Yimnashaniana jianfenglingensis
Yimnashaniana jianfenglingensis là một loài bọ cánh cứng trong họ Cerambycidae.